# Països Baixos (topònim)
Al curs de la història, la noció geogràfica i política dels Països Baixos ha tingut diverses significacions que causen sovint confusió.
En contextos informals, sovint es fa servir el nom «Holanda». Tanmateix, en realitat, Holanda només és una de les diverses regions que conformen l'estat sobirà dels Països Baixos. A causa de la seva preeminència econòmica i històrica, sovint es fa servir el nom d'aquesta regió per referir-se als Països Baixos en el seu conjunt. Tot i que estrictament no és incorrecta, aquesta denominació és imprecisa, pot resultar ofensiva per als neerlandesos provinents d'altres regions del país i és comparable a l'ús incorrecte del nom «Anglaterra» per referir-se al Regne Unit.

## Països Baixos i Alts
El terme «país baix» data de l'època dels Ducs de Borgonya, a qui van pertànyer entre el segle xiv i el segle xvi les Disset Províncies, un conjunt de ducats, comtats, senyories i altres terres que avui formen part del Nord de França, Bèlgica, Luxemburg i els Països Baixos. No era un territori continu. Sempre hi hagué enclavaments que pertanyien a altres senyors, dels quals el més gran era el Principat de Lieja.
De bell antuvi era només una designació genèrica que servia al duc per a distingir els seus «Països Baixos» dels seus «Països Alts» (el Ducat de Borgonya en sentit estricte), a la manera d'un propietari de dos prats que parlaria del prat de dalt i del prat de baix.

## Un nom propi
Quan les Disset Províncies o els Països Baixos van esdevenir una unió personal i van passar de mans seguint les peripècies dels seus sobirans, el mot va esdevenir a poc a poc un nom propi al segle xv. De guerra a casament a heretatge, les fronteres aniran canviant. Això va contribuir a la confusió terminològica que subsisteix encara avui. Quan al segle xvi el territori passà a les mans de Castella, era de costum a la península Ibèrica, d'anomenar als texts el tot indistinctament Flandes.

## Una confusió creixent: Els Països Baixos del nord, del sud, espanyols, catòlics, austríacs, Holanda, Flandes…
Després de l'adveniment del protestantisme i de l'oposició de la burgesia als nobles que bescanviaven terres com figures d'escacs, les Disset Províncies es van escindir.
- El nord es deia llavors Països baixos del nord, República de les Set Províncies Unides o amb una sinècdoque per la província més potent Holanda.
- El sud es deia Països Baixos del sud. Com que van continuar canviant de mans, també es designaven amb el nom Països Baixos espanyols, Països Baixos austríacs, Països Baixos catòlics, o per la sinècdoque Flandes, sovint utilitzat en textos castellans. El 1790, va haver-hi un episodi curt dels Estats Units neerlandesos o Estats Units bèlgics. El 1795, la República Francesa, va annexar els Països Baixos austríacs i dividir-los administrativament en departaments amb noms nous (Leie, Dos Netes, Dijle…) sense cap connotació amb els noms dels comtats i ducats de l'antic règim.[4][5]

## Belgium, belgicus
Els humanistes utilitzaven el mot llatí Belgium o l'adjectiu belgicus, -a, -um als seus texts llatins pel tot i per parts de les Disset Províncies. Hi ha cartes del segle xvi intitulats ‘Belgica vulgo Nederlandt’ (traducció: ‘Bèlgica, en la llengua del poble País Baix’). El nom llatí de la República de les Set Províncies Unides, utilitzat al segle xvii entre altres pel cartògraf Willem Janszoon Blaeu per a designar la port nord era Belgica fœderata… una entitat totalment diferent de l'expressió Estats Units bèlgics utilitzada a la fi del segle xvii. Pel sud, utilitzava Belgica regia, llatí per a Bèlgica del rei (d'Espanya).

## El Regne Unit dels Països Baixos
Després de la desfeta de Napoleó l'any 1815, el Congrés de Viena va unir les terres, afegint-hi el Principat de Lieja per a crear un estat nou: el Regne Unit dels Països Baixos i atribuir-les al rei Guillem I.

## Els Països Baixos contemporanis
Guillem I aviat es va declarar rei dels Països Baixos. Aquest nom va romandre quan el 1830 el regne es va amputar de la seva part meridional, que després de la revolució es va donar el nom de Regne de Bèlgica. Un territori que coincideix molt parcialment amb el territori que els romans anomenaven Gàl·lia Belga al segle i.